# Netelia tunetana
Netelia tunetana là một loài tò vò trong họ Ichneumonidae.